# Guido Tacchinardi
Guido Tacchinardi (Firenze, 10 marzo 1840 – Firenze, 6 dicembre 1917) è stato un compositore e teorico musicale italiano.

## Biografia
Nacque come Andrea Guido Adriano Tacchinardi a Firenze, figlio di Nicola Tacchinardi, famoso cantante lirico, e della sua terza moglie, Maria Cleofe Santa Della Vida. Una sua sorellastra, di molti anni più grande, fu il celebre soprano Fanny Tacchinardi, per la quale Donizetti compose la Lucia di Lammermoor. 
Tacchinardi fu allievo di Teodulo Mabellini al Regio Istituto Musicale di Firenze. Scrisse sia brani orchestrali che per strumenti solisti. Fu anche attivo nell'opera lirica, nelle composizioni religiose e, in particolare, nella teoria musicale, con la produzione di brani e di testi per la didattica.
Nel 1881 divenne docente di Teoria musicale al Regio Istituto Musicale di Firenze (poi divenuto Conservatorio Luigi Cherubini). Dieci anni più tardi succedette a Luigi Ferdinando Casamorata in qualità di direttore. Rimase alla direzione dell'istituto dal 1891 al 1917, anno della sua morte. Tutt'oggi il Cherubini conserva nella sua biblioteca il lascito musicale di Tacchinardi. 
Le sue figlie Giulia e Clelia ebbero una carriera di successo, rispettivamente come violinista solista e come violoncellista, e Tacchinardi dedicò loro diverse composizioni. Suo figlio Alberto, seguendo l'esempio paterno, lavorò invece come teorico della musica, pubblicando diversi saggi sul ritmo e sull'acustica musicale.

## Composizioni
Le composizioni di Tacchinardi sono poco note, anche perché si presentano come documenti frammentari, manoscritti e rare pubblicazioni.

### Opere liriche
- I conti senza l‘oste, melodramma comico su libretto di Enrico Cecioni, rappresentato nel 1872 al Teatro Nuovo di Firenze
- L'idolo cinese, melodramma (1877)

### Musica sacra vocale
- Gesù di Nazareth, oratorio
- Requiem a Rossini per coro a 8 voci miste (1869). Contemporaneo alla Messa per Rossini, immaginata da Giuseppe Verdi. La composizione fu forse stimolata dal suo maestro Mabellini, uno dei dodici compositori invitati da Verdi alla stesura della Messa per Rossini (fu autore del Lux aeterna).
- Varie messe

### Musica per orchestra
- Concerto per violino e orchestra in Sol minore (1908), composto per la figlia Giulia. Sempre per sua figlia Tacchinardi scrisse diverse altre composizioni per violino e orchestra.
- Concerto per violoncello e orchestra in Re maggiore (1914), composto per la figlia Clelia.

### Musica da camera
- Dodici Miniature per violino e pianoforte (1902), dedicate alla figlia

### Musica per pianoforte
- Dodici Fughe per pianoforte a 2, 3, 4 e 6 parti reali (1890)

## Pubblicazioni

### Teoria musicale
Le sue pubblicazioni teoriche di Tacchinardi su temi di armonia e di contrappunto vennero impiegate per la didattica nell'istituto fiorentino. In particolare i suoi lavori per l'esercitazione pratica sul contrappunto e basso continuo furono stampati e utilizzati sino al 1930.
- Studio sulla interpretazione della musica (1902).
- Manuale pratico di grammatica musicale (compilato secondo il programma del Real Istituto Musicale Cherubini di Firenze, 1912)
- Metodo per lo studio del contrappunto e della fuga
- Metodo per lo studio dell'armonia (1889)
- Cinquanta piccoli bassi progressivi per lo studio elementare della disposizione a quattro parti, 1887
- Saggi di basso numerato e di contrappunto, da servire come studio preparatorio all'interpretazione della musica di stile legato

### Raccolte
- Anticaglie musicali italiane
- Ventiquattro antiche arie italiane